# 臺灣倉庫

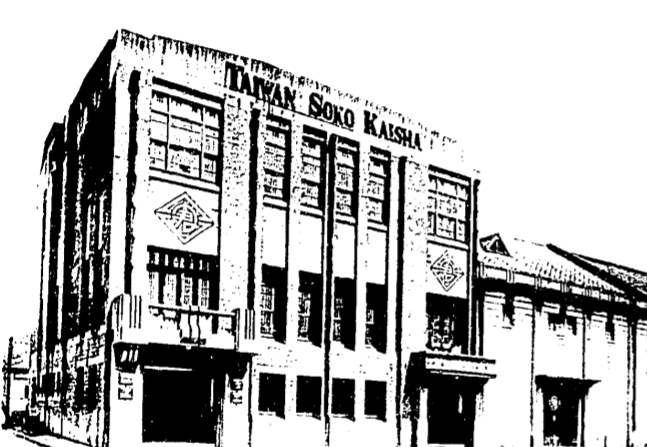
台灣倉庫株式會社基隆本店，建築上有其社徽，為「台」與「倉」字的組合

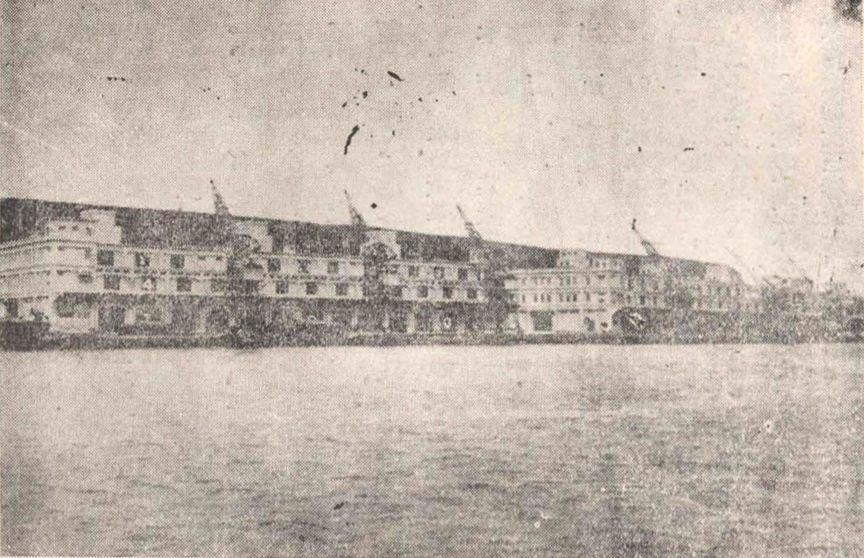
台灣倉庫株式會社基隆港倉庫

臺灣倉庫株式會社為台灣日治時期經營倉庫與運送事業的公司，成立於1916年10月3日。本店位於基隆市，並在各地設立分店和倉庫設施。

## 介紹
台灣在日治時期隨著港口與縱貫鐵路的興建，運輸與倉儲事業日益發達，特別在海陸運輸節點的基隆港與高雄港，有效管理其倉儲設施，能增加船隻裝卸貨的效率，並減少鐵路沿線滯貨的情況。1916年，在臺灣銀行的倡議與臺灣總督府的主導下，臺灣倉庫株式會社於1916年10月3日成立，由臺灣製糖的山本悌二郎擔任首任社長，台灣銀行取締役三卷俊夫為專務董事。1916年10月正式在台北設立本店，在基隆和高雄設立支店。1928年，將本店移往基隆。其在各地擁有多處土地與倉庫，臺灣總督府興建的基隆倉庫和高雄田町倉庫也撥交由其經營。
臺灣倉庫株式會社的官方色彩濃厚，以倉儲業為主體，兼營運輸業和碼頭裝卸業務。因其事業發展與其他民間相關業者產生衝突，而台灣總督府亦欲推動海陸裝卸機關統一的政策，陸續由臺灣倉庫株式會社併購各大車站的運送店，改為各地的辦事處。從其會社幹部與股東組成來看，臺灣倉庫株式會社主要是為整合臺灣糖業輸出至日本的海陸體系。
| 類別   | 類別         | 地址                       |
| ------ | ------------ | -------------------------- |
| 本店   | 基隆本店     | 基隆市明治町一丁目23、26   |
| 支店   | 高雄支店     | 高雄市新濱町三丁目15       |
| 支店   | 台北支店     | 台北市北門町8              |
| 支店   | 台中支店     | 台中市橘町四丁目48         |
| 支店   | 台南支店     | 台南市壽町一丁目41         |
| 出張所 | 萬華出張所   | 台北市綠町（台灣製糖構內） |
| 出張所 | 桃園出張所   | 桃園街武陵                 |
| 出張所 | 苑裡出張所   | 苑裡庄苑裡                 |
| 出張所 | 彰化出張所   | 彰化市北門265              |
| 出張所 | 鹿港出張所   | 鹿港街                     |
| 出張所 | 田中出張所   | 田中街田中                 |
| 出張所 | 員林出張所   | 員林街517                  |
| 出張所 | 二水出張所   | 二水庄二水                 |
| 出張所 | 水上出張所   | 水上庄水上                 |
| 出張所 | 新營出張所   | 新營街                     |
| 出張所 | 嘉義出張所   | 嘉義市黑金町20             |
| 出張所 | 善化出張所   | 善化庄                     |
| 出張所 | 鳳山出張所   | 鳳山街                     |
| 出張所 | 九曲堂出張所 | 大寮庄九曲堂               |
| 出張所 | 潮州出張所   | 潮州街                     |
| 出張所 | 東港出張所   | 東港街                     |
| 出張所 | 海口出張所   | 車城庄海口                 |
| 其他   | 宜蘭駐在員   |                            |

## 關係會社
- 臺灣銀行
- 糖業聯合會加盟會社
- 日本郵船、近海郵船、大阪商船、三井物產
- 三菱海上火災保險株式會社
- 台中盈倉株式會社、帝國運輸株式會社[1]